# 里弗斯維爾
里弗斯维尔（德語：Rifferswil）是瑞士联邦苏黎世州阿福尔特恩区的市镇。该市镇面积为6.50平方千米，海拔高度579米，2018年12月31日人口数为1,123。

## 外部連結
- 里弗斯维尔官方网站 （德文）